# Sayed Farhad
Sayed Farhad (ar. سيد فرهاد) – kuwejcki judoka. Olimpijczyk z Moskwy 1980, gdzie zajął dziesiąte miejsce w wadze ciężkiej

## Letnie Igrzyska Olimpijskie 1984
| Konkurencja | Eliminacje         | Klas. końcowa |
| Konkurencja | Przeciwnik I       | Miejsce       |
| ----------- | ------------------ | ------------- |
| +95 kg      | Imre Varga (HUN) P | 10.           |